# Christine Chatelain
Christine Chatelain (Vancouver, 8 febbraio 1985) è un'attrice canadese.

## Filmografia parziale

### Cinema
- Final Destination, regia di James Wong (2000)
- La rapina (3000 Miles to Graceland), regia di Demian Lichtenstein (2001)
- 40 giorni & 40 notti (40 Days and 40 Nights), regia di Michael Lehmann (2002)

### Televisione
- Breaker High – serie TV, un episodio (1997)
- Dark Angel – serie TV, 2 episodi (2000)
- The Collector – serie TV, 22 episodi (2005-2006)
- Supernatural – serie TV, 3 episodi (2006-2020)
- Smallville – serie TV, episodio 7x03 (2007)
- Sanctuary - serie TV, 5 episodi (2008-2009)
- L'uomo nell'alto castello – serie TV, 3 episodi (2015-2016)
- Il mio matrimonio preferito (My Favorite Wedding), regia di Mel Damski – film TV (2017)

## Doppiatrici italiane
Nelle versioni in italiano dei suoi lavori, Christine Chatelain è stata doppiata da:
- Selvaggia Quattrini in Sanctuary, Riverdale
- Monica Ward in Psych
- Alessia Amendola in Smallville
- Emilia Costa in Fear Itself
- Daniela Calò in Quando chiama il cuore
- Francesca Manicone ne L'uomo nell'alto castello
- Valentina Mari ne Le indagini di Hailey Dean - Una terribile vendetta